# E46 (Ecuador)
De E46 of Vía Colectora Guamote-Macas (Verzamelweg Guamote-Macas) is een secundaire nationale weg in Ecuador. De weg loopt van Guamote naar Macas en is ongeveer 70 kilometer lang.